# Listă de legende japoneze
Aceasta este o listă de legende japoneze.
- Nașterea Japoniei
- Istoria clanului Heike
- Băiatul din piersică
- Bătrânul care făcea pomii să înflorească
- Tânărul Urashima
- Povestea prințesei Kaguya